# Kimironko
Kimironko (Kinyarwanda Umurenge wa Kimironko) ist einer von 15 Sektoren im Distrikt Gasabo in der Hauptstadt Kigali in Ruanda.

## Geographie
Kimironko hat eine Fläche von 11,3 km². Der Sektor unterteilt sich in die drei Zellen Bibare im Osten, Kibagabaga im Nordwesten und Nyagatovu im Südwesten. Der Verwaltungssitz befindet sich im Südosten von Kibagabaga. Nachbarsektoren von Kimironko sind im Nordosten Bumbogo, im Osten Ndera, im Südosten Nyarugunga, im Südwesten bis Westen Remera und im Nordwesten Kinyinya.

## Bevölkerung
Nach der Volkszählung von 2022 betrug die Einwohnerzahl 61.733 Einwohner. Zehn Jahre zuvor waren es 57.430, was einer jährlichen Bevölkerungszunahme von 0,73 Prozent zwischen 2012 und 2022 entspricht.

## Parks und Friedhöfe
Direkt östlich des Sektors liegt der Nyandungu Urban Wetland Eco-Tourism Park.
In Nyagatovu befindet sich der Friedhof Remera, der unter dem Namen Iwabo wa twese bekannt ist. Der Friedhof wurde 2011 wegen Überfüllung für weitere Begräbnisse geschlossen und stattdessen für den Distrikt in Rusororo ein Friedhof eröffnet.

## Bildung und Gesundheitswesen
In Kibagabaga befindet sich das Kibagabaga Level Two Teaching Hospital. An der Kigali 11 Avenue in Nyagatovu liegt zudem das College of Medicine and Health Sciences.

## Wirtschaft
In Bibare befindet sich der Kimironko-Markt, der größte der offiziell ausgewiesenen Märkte im Distrikt Gasabo.